# 摂食障害
摂食障害（せっしょくしょうがい、英: eating disorder ; ED）は、食行動の重篤な障害を呈する精神障害の一種である。近年では嚥下障害等の機能的な摂食障害との区別をつけるため、中枢性摂食異常症とも呼ばれる。患者の極端な食事制限や、過度な量の食事の摂取などを伴い、それによって患者の健康に様々な問題が引き起こされる。主に拒食症と過食症の総称である。人間関係の問題などの心理的ストレスが原因となる場合が多く、日本国内で医療機関を受診している患者は1年間で延べ22万人にのぼる。
摂食障害は大きく拒食症、過食症に分類される。拒食と過食は相反するもののように捉えがちだが、拒食症から過食症に移行するケースが約60 - 70%みられたり、「極端なやせ願望」あるいは「肥満恐怖」などが共通し、病気のステージが異なるだけの同一疾患と考えられている。よって拒食症、過食症を区別する指標は、基本的には正常下限体重を維持しているかどうかのみである。アメリカ合衆国ではBMIによる標準体重の85%以下が拒食症に分類されているが、日本では80%以下とされている。
一定時間に渡り、食べ物を口に入れ咀嚼し、飲み込まずにビニール袋などに吐き捨てるという行動を繰り返すチューイング（噛み吐き・噛み砕き）と呼ばれる行為も存在する。一見、拒食とも過食とも取られる行為で、特定不能の摂食障害の一部にまとめられる。
また、リストカットなどの自傷行為を行う患者では高確率で拒食・過食などの摂食障害の合併がみられ、摂食障害患者の59 - 76%に自傷行為、アルコールや薬物の乱用、重篤な爪噛み、抜け毛といった行為がみられ、摂食障害、自傷行為、薬物依存は密接な関係があるとされる。これらの行為は、衝動性の高いパーソナリティや、自罰・禁欲嗜好のパーソナリティなど、特定のパーソナリティ傾向にのみ限局しない所見である。なお、摂食障害の患者は強迫的な性格傾向が強いとされる。拒食症・過食症ともに、嘔吐を伴う患者は例外なく強迫性性格である。ローゼンバーグは摂食障害を「現代的な強迫神経症」と称している。
厚生労働省の難治性疾患（難病）に指定されていたが、2015年7月より対象外となった。認知行動療法などの有効性が実証されており、適切な治療や支援等を通して回復することができる（具体的な治療法については、「摂食障害#治療」を参照）。

## 定義
精神医学的障害の一種である。
精神分析医のヒルデ・ブルックは摂食障害を「これは食欲の病気ではありません。人からどう見られるのかということに関連する自尊心の病理です」と指摘している。摂食障害患者は根源的否定感を抱えており、食行動の異常の背景には茫漠たる自己不信が横たわっていると理解される。その不安を振り払うために強迫的に完全を目指すのである。摂食障害は境界性パーソナリティ障害、自己愛性パーソナリティ障害との合併、あるいはそれらパーソナリティ障害の部分症状として顕在化しているケースも多い。
日本では伝統的に1960年代から摂食障害を心療内科で治療してきたが、現在では主に精神科と心療内科で治療が行われている。経管栄養、中心静脈栄養が必要な場合（BMI15.5以下）では精神療法が不可能なため、初期は入院治療が必要である。九州大学病院心療内科では「軽症の摂食障害」、「中核的な摂食障害」、「境界性パーソナリティ障害的な摂食障害」の3つに分類し、境界性パーソナリティ障害的な摂食障害患者に関しては精神科で取り扱っている。

## 症状
症状は、拒食症、過食症などのタイプによっても異なり、また同じ拒食症・過食症などでも、患者によって症状は多様である。
拒食症では極端な食物制限が中核となる。食事を食べているところを他人に見られたがらない場合も多い。その他、体重を減らそうとして運動をするなどの過活動がみられることもある。拒食によって体重低下が進んだ結果、異常な低体重となり、女性の場合は月経が停止する事もある。この時期でも本人はいたって元気な様子を見せ、病識が無い場合が多い。摂食障害の存在を周囲に隠したいため、人前では食品を食べてみせ、直後にトイレに行き、食べたものを全て吐くといった行動をとる患者もいる。自分の思う通りにならない自分を、摂食行動において完璧にコントロールし、痩せを維持できることは、万能感・高揚感を与えてくれる体験である。食事をコントロールし、自らの体を過度にコントロールしようとする心性の背後には慢性的な不安が控えており、摂食障害者は一様に強迫的な性格傾向を有する。
摂食行動以外にも、抑うつ症状や気分の変動、リストカットなどの自傷行為・アルコール乱用、社交不安障害や強迫性障害などの不安障害、PTSD、パーソナリティ障害による精神症状を合併することも多い。学生の場合、拒食から過食に転じると不登校や休学の原因になることがある。抑うつは大概日内変動を伴い、食行動と密接に関わっている。
拒食症の無茶喰い・排出型や過食症などでは、短時間に多量の食べ物を摂取する過食行為がみられる。自己誘発嘔吐や下剤乱用などの行為を伴うことも多い。自己誘発嘔吐によって、咽頭に爪による潰瘍を生じたり、利き手の指や手の甲に胼胝（タコ）ができたり（いわゆる“吐きダコ”）することもある。
嘔吐や下剤乱用による電解質代謝異常、脱水、マロリー・ワイス症候群などの消化管の損傷や、痩せや栄養失調による感染症や貧血および脂肪肝、低蛋白血症によるむくみ（一見痩せていないように見える）、骨粗鬆症等、過食による肥満や糖尿病、胃拡張などの内科的疾患を併発することもある。
拒食状態ではエネルギーとなる糖が少なく、低血糖に陥る。その結果脳の活動が阻害され意識障害が起こる。極端な低血糖が持続した場合、脳萎縮など脳細胞に回復不可能な障害が引き起こされる。嘔吐や毎日の下剤の使用により、電解質（カリウム、ナトリウム、クロールなど）の低下が起こり、心機能の低下や全身の脱力感、痺れ（テタニー）を生じる。低カリウムの状態では心不全に陥り、心臓が停止することもあり危険である。
血中のコレステロールは高く、血圧は低い。手足の末端は冷たくなり、脱毛、皮膚の乾燥、背中にうぶ毛が生えることもある。

## 分類

### DSM-IV-TR
DSM-IV-TRによる基準は以下の通りである。
- 神経性無食欲症： いわゆる拒食症であるが、さらに下記の二つに分類される。
  - 制限型：食物を口にすることを重度に制限する。
  - むちゃ食い・排出型： 過食後に自己誘発性嘔吐や下剤などで代償行為を行う。神経性大食症/排出型と違い、BMIによる標準体重の85%（日本は80%）以上になることの拒否などの拒食症状を伴う。
- 神経性大食症： いわゆる過食症であるが、さらに下記の二つに分類される。
  - 排出型： 不適切な代償行為（自己誘発性嘔吐、下剤・利尿剤・浣腸の誤った使用、絶食、過度の運動等）を定期的に行うタイプ。
  - 非排出型： 排出以外の代償行為（絶食、過度の運動等）のみを行うタイプ。
- 特定不能の摂食障害（英: Eating disorder not otherwise specified）
  - 吐き障害（英: Purging disorder）
  - むちゃ食い障害（英: Binge eating disorder)： 過食をするが不適切な代償行為は行わない。摂食後に自己嫌悪、罪悪感、抑うつなどを呈する[17]。
  - 睡眠関連摂食障害
    - 夜間摂食症候群（英: Night eating syndrome）

  - 選択的摂食障害

2013年に発表したDSM-5では、特定不能の摂食障害の一部にまとめられていた「むちゃ食い障害」が、新たに独立した病型となっている。神経性無食欲症では、診断基準の必須項目から無月経という条件がなくなり、神経性大食症の下位病型分類が無くなっている。

### ICD-10
- F50 摂食障害
- F50.0 神経性無食欲症
- F50.1 非定型神経性無食欲症
- F50.2 神経性大食症
- F50.3 非定型神経性大食症
- F50.4 他の心理的障害と関連した過食
- F50.5 他の心理的障害と関連した嘔吐
- F50.8 他の摂食障害
- F50.9 摂食障害、特定不能のもの[19]

## 疫学
摂食障害が日本で増加し始めたのは1970年代からであり、現代における有病率はアメリカやヨーロッパの先進国と同水準である。有病率は女性が約9割と圧倒的に多く、男性は全体の5 - 10%程度である。工業先進国に極端に多く、発展途上国、旧共産諸国などにはほとんど見られない。日本では2 - 3%と言われているが、心療内科や精神科での治療に抵抗がある者が多く、未治療者も含めるとそれを大幅に上まわるとされる。2002年に行われた、中学・高校・大学生を対象とした大規模なある実態調査では、女子学生の50人に1人が拒食症、25人に1人が過食症、10人に1人がその予備軍であった。この10年間に拒食症は2倍、過食症は3倍に増加している。
思春期・青年期女性の有病率は拒食症が約0.1 - 0.2%、過食症が約1 - 3%であるとみられている。発症後は慢性に経過するか寛解と再発を繰り返すことが多い。一般に中流以上の家庭、両親・または片方の親が高学歴など社会的地位の高い家庭の女子に多く見られる。家庭は社会的には機能していても内情は不全のケースも多い。アメリカでは、摂食障害を持つ女性が100万人 - 500万人、男性が約100万人いると推定される。また年に5万人が摂食障害によって命を失っているという。女子大生の4 - 5%が摂食障害だとされている。

## 病理学
これまでの研究により、摂食障害の患者にはある程度共通する家族特徴が見いだされている。子供時代は親の手のかからないよい子として過ごしており、経済的にも恵まれた、表面上は整った家庭に育っているなどである。しかしその背後には見えない病理が介在している。摂食障害は拒食と過食が主な症状であるが、相互に排他的な疾患ではないため、背景にある精神病理を把握することが求められる。

### 生成
病理的な親は自分の延長物として子どもを利用する。常に上を目指すよう励まし、人より優れることを期待する。期待に沿う限りにおいて子を甘やかし、賞賛するが、出来ないときには失望し、怒りを表出する。自身の自己愛によって子を振り回すのである。こうした期待の内実は親自身の欲望であり、子どもを自分の道具、所有物、飾るモノとして扱っているにすぎない。親の自己愛の照射を受けて養育された子どもは、期待に添う限りは賞賛され、愛されるが、一方では自分は無条件には愛されない（すなわち、本当には愛されない）という二重構造の中で生きる事となる。
そうした子どもは物を介して甘やかされていても、信頼と受容の関係という甘えを体験していない。輝く子どもであることを無意識に要求され続け、しかし際限のない親の欲望を満たすことができず、常に自己が無力化される機構が働いている。無力化される体験を浴び続けることで形成されるのは、深刻な欠損を抱えた空虚な自己である。自己不信を中核とした自己意識は常に悪性の抑うつを生み出し続ける。自分は無力で価値のない、無意味な存在であるという極度に価値下げされた自己像を抱える子どもは、自己不信が生みだす深刻な抑うつを防衛するために、鏡像で映したような、等価の価値のある自分を発展させて自己をバランスしようとする。甘えと愛を断念して手に入れたのは病理的自尊心であり、背後には茫漠たる自己不信が横たわっている。
内的価値は自分の存在が周囲から許され愛されており、無条件に自分という存在には価値があるという感覚があるときに成立する。自己の内的なものに自信がない彼らは、周囲の人からどう思われるかに敏感であり、常に他人と自分を比較しながら生きざるを得なくなる。輝く自分を実現するには、他人を蹴落してでも上位にならなければならない。外的価値は結果を出すことでしか得られず、必然的に対人関係は勝ち負けの世界となる。優越している自分は他者を見下す対象にし、転落した無能な自分は見下される対象になり、対等の人間関係を築くことが困難になる。
拒食症患者は例外なく「平凡恐怖」を抱えている。自分の内的なものに自信がない彼らが社会で生きていくためには、誰もが目で見てわかるような外的価値を獲得するしかない。学歴、職業、地位、才能、ブランド、そして贅肉のないスリムな体型はその最たるものである。自分を信じることができない彼らは、他人を信じることができない。自分を愛せないことは、他者を愛することを不能にする。それでもなんとか自分を愛するために、自己不信を克服しようとダイエットに依存するようになる。早期に自立を期待され、甘えを封印してきた彼らは、子ども時代を積み残したまま次の発達段階へと進んでいく。

### 拒食
神経性無食欲症が爆発的に増加したのは、1960年代から1970年代にかけてと言われる。1966年にはイギリス出身のモデルであるレズリー・ホーンビーがデビューし、ツイッギー（小枝）という愛称で親しまれた。「妖精」と謳われた華奢な体型の彼女は、ロンドンで行われた人気アンケートで年々順位を上げ、1976年には首位に立っている。社会の価値観はそれまでのグラマラスな女性像に代わり、スリムな女性を理想像として迎えた。やせていることは克己心、禁欲、美しさ、高い精神性などの隠喩が込められており、今や「やせることは女性にとって価値があること」になった。摂食障害の人にとって、この「価値があること」がキーワードなのである。
自分には何の取り柄も無いという自己不信を根底に抱える人は、その抑うつを防衛するために、人とは際立って違う、優れた、特別な自分であり続けなければならない。彼らは幼い頃から常に「自分が自分以上でなければならない」という強迫観念に支配されている。やせを実現するには、食欲を抑え、自分に打ち克つ必要がある。やせる事に成功した時には、自分をコントロールすることが出来たという万能感が得られる。幼い頃から課題に挑戦し、自分に打ち克って結果を得てきた彼らは、結果を出す事で得られる賞賛と万能感により、中核にある自己不信を救済する。
彼らは負けず嫌いであり、そしていつも負けていると思っている。現実の中で特別な価値の獲得に失敗した人は、「せめてやせていないと取り柄がない」という感覚から、誰もが望み、簡単には出来ないダイエットへと挑戦する。やせることは最も身近な外的価値の収得であり、ダイエットの成功は直接的に自己価値を高める。それはやせることには価値があり、その為には努力しなければならないからである。価値意識は「どれだけやせているか」へと変換され、体重増加は恐ろしいほどの価値の低下に繋がる。他と変わらない体重は「並」「平凡」「普通」であるため、輝くことで自己不信を払拭してきた彼らには決して許容することが出来ない。やせを希求する女性にとって、男性はほとんど意識されておらず、その競争相手は同じ女性である。人よりやせていることは、現代社会の価値観においては「勝った」ことに繋がる。人よりやせる事は、常に人より上に立ちたい、勝ちたい、輝きたいと願う彼らの存在証明でもある。拒食は自己愛の病理と深く関連しており、自己愛性心性を扱うことが求められる。

### 過食
極端なダイエットは慢性の飢餓状態をつくり、結果的に過食を招く。過食は拒食のリバウンドである。彼らは食べたいのではなく、やせたい人達なのである。しかしやせていたいのに食べてしまうため、その埋め合わせに嘔吐をし、ときには下剤や利尿剤を用いる。過食はどうでもよいというような自暴自棄の感情や、気分が落ち込んだ時、思う通りにならなかった時、相手から拒否されたり否定されたと感じた時、淋しかったりする時などに生じる。すなわち、それまで頑張ってきた体重減少の努力が無駄になったと感じられた時に過食が生じるのである。
しかし、過食が繰り返されると別の隠喩が出現する。幻想の中で母性的なものと一体化を求めるのである。過食行動は憤怒、自暴自棄、絶望、孤立無援感、抑うつ、空虚感などの境界例心性に続発して出現する。自分が見捨てられる恐怖が強まったり、寂しい時、自分は無力で無価値であるという否定的な感情が高まった時に幻想の中で母性的なものと一体化を求めて過食行動が生じる。過食は頭が真っ白になって、ただひたすら味わうことなく食べ物を詰め込むように食べる。それは乳児が目を点にして乳をむさぼり飲み、欲求が満たされると眠りに入る姿と重なっている。子ども時代に甘えることを断念した彼らは、甘えや対象への一体化の幻想の中で、幸せな乳児の状態へ回帰し、過食することで内部の衝動を満たそうとする。この感覚には恍惚感や満たされた感覚が伴うので、落ち込んだ時に習慣化するようになる。しかし食べた後は悔恨が生じ、嘔吐などの浄化行動で過食をなかったことにしようとする。一度浄化行動のルートが形成されると、過食はチャラにできるので、容易に繰り返されるようになる。
拒食症も過食症もスタートは拒食（やせ願望）である。神経性無食欲症と神経性大食症は相互に排他的な異なる疾患ではなく、拒食症から過食症へと容易に転じ、実際にその精神病理は相似している。鑑別点はBMIが17.5以下であるか、また過食エピソードが見られるかどうかである。現代では極端なやせを貫く古典的な拒食症よりも、拒食と過食を繰り返し、自己嫌悪に苛まれる混合型が増加している。肥満を極度に怖れず、嘔吐を伴わない大食症（非定型神経性大食症・むちゃ食い障害）は拒食症よりも病理水準は軽い。また、アメリカ精神医学会はDSMにおいて、摂食障害の人はかなりの割合で少なくとも一つのパーソナリティ障害の診断基準を見たすことを報告している。パーソナリティ障害との合併例では境界性パーソナリティ障害が多いという報告があるが、多くは境界性パーソナリティ障害と自己愛性パーソナリティ障害の傾向を持つ、特定不能のパーソナリティ障害である。治療においては症状に従って拒食と過食、あるいはその双方のテーマを扱うことが求められる。

### 基本病理
摂食障害の心理学的研究にはやくから取り組み、その理解と治療に大きく貢献したのがヒルデ・ブルックである。ブルックの報告によると、摂食障害の中核群である拒食症患者は底知れぬ自尊心の欠如を抱えており、両親の極めて侵入的な世話を長年にわたって受け続けてきた人達である。患者のほとんどは両親を喜ばせることと両親の期待に応えることを命題として生きてきた人々であり、その体験の蓄積からくる葛藤が症状となって患者を支配し、食事制限を行うようになるという。こうした重い人格的な問題を注意深く取り上げ続ける必要性をブルックは伝えている。
これまで摂食障害の発症要因として提出された仮説には、「女性性の拒否」「成熟拒否」「早期母子関係の障害」「ボディイメージの障害」「発達障害」「嗜癖」などが挙げられるが、なかでも最もその本質をついたものとして挙げられるのが、「人からどう見られるかということに関連する自尊心の病理」というブルックの定義である。自尊心の病理とは、思い描いている理想の自分と万能感、それに対置する自己不信と無力感という、感情の両極性があることを示している。分裂（スプリッティング）が生じているのである。彼らは一様にありのままの自分を受け入れられないという問題を抱えている。
過食や拒食を止めさせようとする試みは症状を悪化させる。摂食障害は行動の異常ではなく、自己意識の病理であるからである。何故ありのままの自分には価値がないと感じるのか、自分を好きになるにはどうしたらよいか等の問題を取り上げることから治療ははじまる。彼らは自己愛性パーソナリティ障害の人ほどには誇大的自己を維持し切れていない。理想的な思い描いている自分に対置する、何の取り柄も無い自分が生み出す深い抑うつ感情と向かいあうことが求められる。積極的に病理を解釈し、面接を重ねる過程で自己不信が減少するにつれ、自然と食行動は修正されていく。「自分が自分であればよい。自分は自分以上ではないし、自分以下でもないのだから」という等身大の自分の感覚が定着するにつれ、摂食障害は消失していく。摂食障害の治療には、目に見えない複雑な病理を積極的に解釈し、健康への道を指し示す深い経験と力量が求められる。

## 原因
摂食障害の病因についてこれまで様々な仮説が唱えられてきた。肥満蔑視・やせに価値があるという社会文化的要因、成熟拒否や自己同一性獲得の失敗等の心理的要因、脳機能の異常に原因を求める生物学的要因等である。しかし現代においてはそれらが相互に複雑に関連し合って発症に至ると考えられている。

### 社会文化的要因
「痩せ」を賞賛する社会風潮も、摂食障害が増えている一要因である。日本の女子高校生を対象にした調査では、全体の約9割が 「今より痩せていなくてはならない」と答え、痩せているほうがより良いとする社会風潮の影響を受けていることがわかった。
事実、2010年代の成人女性の1日の摂取カロリーの平均は戦時中、または戦後直後の摂取カロリーの平均よりも低く、食べ物に不自由せず栄養価の高い食事が充分に可能な現代でも栄養失調気味の傾向にある。
また、体重制限が求められる女性スポーツ選手が発症する例もあり、2017年に発覚した元陸上競技選手のケースでは現役時代の体重制限が発症の原因と報じられ、引退後にクレプトマニアによる不祥事につながったのではないかとする見解もある。

### 心理的要因
摂食障害になる心理学的背景として以下のような説がある。
1. 親との不良な関係、2 - 5歳児期の人格基礎形成期に欲求5段階の安全安心の欲求、愛情や所属の欲求が満たされず、間脳視床下部食欲中枢に障害が起きているという説。この説では「8割の要因が母親」と言われている。ただし、この所謂「家族モデル」は専門家から数多くの批判が寄せられ、現在は否定的な見解となっている[41]。
2. 対人関係の恐怖からの代償行動説
3. 「女性性の拒否」による代償行動説
4. 肥満への恐怖からのダイエット・ハイ説
5. ストレス説
  - 結婚生活のストレスや複雑人間関係
  - 深いトラウマ
  - 新型コロナウイルスのパンデミックに端を発した行動制限等の影響[42]を含む
6. 遺伝説

### 生物学的要因
摂食障害をもつ患者は、脳のセロトニンとドーパミン、オピオイド（鎮痛系）に障害があるという研究がある。
また、投薬の副作用(食欲増進、または食欲減退)により、本人の意思とは全く関係なく摂食障害を起こす事もある。

## 治療
拒食と過食は周期的に繰り返される場合が多く、心療内科医・精神科医など医師や心理カウンセラーの心理的なカウンセリングを受けることが有効である。しかし専門性の高い医師は多くはないのが現状である。拒食や過食の食行動異常が注目されやすいが、たとえ体重が適性値に戻っても、その背景にある心の問題が解決されないと再び摂食障害に陥ってしまうことがある。そこで、自らの体重や体型を他者は気にしていないということや、自らの体重や体型は自らの価値や幸せとは関係ないということ等を理解し、ありのままの自分を受け入れることができるようサポートがなされる。また、本人が食べ物の扱いを判断出来なくなっているため、背景の問題解決には周囲の協力が必要である。特に家族ガイダンスは有効である。
摂食障害全国支援センターが運営する摂食障害情報ポータルサイト「診療連携・相談窓口」にて、「摂食障害の診療施設リスト」が公開されている。また、同センターによる「相談ほっとライン」では、電話相談とSNSによる情報発信が行われており、当事者や家族・関係者からの相談に応じている。

### 精神療法
精神療法としては、力動的精神療法、認知行動療法、行動療法、認知療法、対人関係療法、家族療法などがある。栄養リハビリテーションも必要である。
2004年の英国国立医療技術評価機構（NICE）のガイドラインでは、拒食症の治療法として、認知分析療法、認知行動療法、対人関係療法、摂食障害に焦点を当てた精神力動的療法や家族への介入が挙げられている。過食症に対しては、証拠に基づいたセルフヘルプの過食症に対する認知行動療法が推奨され、それに反応しなかった場合に同等の効果があるが8〜12ヶ月を要する、対人関係療法を推奨している。
2013年のエビデンスの調査では、認知行動療法と対人関係療法とが、神経性過食症とむちゃ食い障害の確立された治療法であると結論づけている。また、動機づけ面接や丁寧な心理教育などを通して、これらの治療への動機づけを高めることが推奨される。
摂食障害に対する認知行動療法 (Enhanced cognitive behavior therapy : CBT-E) が開発され有効性が確立されており、2023年にアメリカ精神医学会 (APA) が発表したガイドラインにおいても拒食症および過食症に対する精神療法として推奨されている。

#### 認知行動療法
摂食障害に有効な治療法として認知行動療法があり、ランダム化比較試験にてその有効性が実証されてきた。大まかな流れとしては、患者の訴えに受容的・共感的に耳を傾け、認知行動モデルを用いて患者の心理や状況に即したフォーミュレーションを行い、認知と行動の両側面から症状の回復を妨げているもの（拒食・過食の原因）に協同で取り組んでいく。その中で、個々の症例に対応するため、治療者が工夫を凝らしていく必要がある。
たとえば、認知への働きかけとして、体型や体重へのとらわれがなくなるよう支援（他者は体型や体重で人を評価しない・性格や雰囲気などの全体で人を認識しているという事実を知ってもらうために他者との会話の場を設けるといったサポートなど）をしたり、治療者と患者が協同で体型や体重以外の側面に着目して患者自身の自己評価を高めたり、体重が変化しても体型は骨格により決まっているのでほとんど変わらないということを認識できるようサポートしたり、体重や食事の量をコントロールする際に完璧を求めなくても良いという認知を形成できるよう支援したりすることがある。加えて、体型や体重以外にも大切と思えるものを増やせるよう、やりたいと感じることや興味のあることを生活の中に取り入れることをサポートする。
また、行動への働きかけとして、規則正しい食事をしたり、体重測定やボディチェックをやめてみたり、過食をしたいときに別の行動をとることや他の物事に意識を向けることによって過食の頻度を減らしたり、ストレスに対して摂食行動以外の方法で対処したり（「ストレス管理」も参照）、食事と食事の間に何か楽しいことをしたりすることをサポートする場合がある。
さらに、認知行動療法の一環として、望ましい摂食行動や気の持ち方を伝える心理教育、話し合いに基づいて協同的に食事計画を作成すること、拒食や過食をしなくても恐れていることは起こらないという認知の形成をサポートする認知再構成法、3つのコラムのワークシートを用いて「①否定的な思考と②不快な感情が③拒食や過食と関連していること」を明らかにし否定的な思考や不快な感情に対処することをサポートするセルフモニタリング、経験豊富な栄養士による栄養カウンセリングなどが行われる場合もある。
なお、治療プロセスの中で過食や嘔吐がみられた場合も、受容的に接していく。望ましい行動がみられた場合には、患者自身が自らの力で前進したことを実感できるよう、適切な承認・賞賛の言葉かけを行っていく。また、「部活を続けたい」などの本人の「こうしたい」という希望・動機は回復に向かう力になるため、そのような希望・動機を一緒に探して、共感・応援する姿勢も重要である。
症状の背景にある悩みや苦しみを吐露してくれたときには、打ち明けた勇気をねぎらい、これまでの苦労をいたわった上で、伝えてくれたことに感謝し共感的態度で一緒に解決策を探していく。「自分の発言が大切に扱われる」経験そのものが伝えることへの安心感を生み、「伝えたことでより深く理解してもらえた」「治療に生かされた」という経験が治療への主体性を高める助けとなる。

### 薬物療法
2004年の英国国立医療技術評価機構（NICE）のガイドラインでは、摂食障害では薬物療法のみにしたり、一次選択を薬物療法とすべきではなく、並存するうつや強迫症状に対して考慮されるべきであるとされている。
摂食障害は心の病理を有する疾患であり、薬物療法の効果は限局的であることから補助療法として用いられる。2012年の日本の日本摂食障害学会による診療ガイドラインにおいて、信頼性の高い根拠としてはSSRIによる8週間のデータしかないため不十分であり、薬物療法は補助治療であると考えられている。2012年には『摂食障害国際ジャーナル』誌(International Journal of Eating Disorders)において、いかなる薬物治療の利益も示されていないが半数以上が投薬されていることを報告している。
拒食症患者の場合、SSRI の投与では体重が減少してしまうことがある。一方過食症患者に気分安定薬を用いる場合、リチウム（リーマス）、バルプロ酸ナトリウム（デパケン）は体重を増やす恐れがあるので注意が必要である。
このように現在は、薬物療法の利益はあまりないと考えられている。以下に、過去の研究を概説する。
過去の研究
薬物療法については、過食症に対して、米国ではSSRIのフルオキセチン（日本では未認可）での治療が、国内ではフルボキサミン（商品名ルボックス・デプロメール）、パロキセチン（パキシル）、セルトラリン（ジェイゾロフト）の投与による治療が広く行われている。2004年の日本の論文では、これらの抗うつ薬は、抑うつや強迫症状、衝動性や食への欲求などを改善する目的や、精神療法や行動療法への導入を容易にするなどの目的で用いられることが多いと述べられている。
2002年に公開された別の研究において、摂食障害患者100人を対象とした調査では、フルボキサミン、パロキセチン、スルピリド（ドグマチール）、クロミプラミン（アナフラニール）が、食行動などの中心症状を改善するのに有効であったとの報告がある。1993年の報告においては、神経性無食欲症・制限型の患者ではスルピリドが有効であり、食欲や体重増加、抑うつ症状の改善、副作用の少なさから、精神療法などが著功しないケースには適するとされる。
その他用いられる気分安定薬としては、オクスカルバゼピン（本邦未発売）、ガバペンチン（ガバペン）がある。アメリカでは過食症患者にシブトラミン（メリディア）、トピラマート（トピナ）を投与することがある。

### 社会的支援
社会資源をうまく導入することが患者の回復にとって有用であり、様々な医療・福祉サービスを活用して、多施設・多職種によるチーム医療でアプローチすることが効果的である。患者のつらさを理解し、様々な社会資源を活用して、適切な方法で寄り添い支援していく。活用しやすいものとして、たとえば以下のようなものがある。

#### 家族へのアプローチ
同居家族が摂食障害を正しく理解し、適切な対応をとれるようになることは、治療において欠かせない要素となる。そのため、家族に対して心理教育を行いサポートする。
また、複数の家族が参加する家族会も各地で開催されており、「摂食障害の理解とサポートのために」では全国の家族会がリストアップされている。家族同士が情報や不安を共有できる家族会は、家族に力を与え、患者の安定した回復に大きく寄与する。

#### 精神科訪問看護
訪問看護にて1対1の対人関係を築き、そこから社会資源につなげていくことが有効な場合がある。医療保険で実施可能な精神科訪問看護を活用することで、本人と家族のみの関係の中で回復に行き詰まっているケースに対して、看護師や作業療法士、精神保健福祉士などによる訪問支援が実現する。このような訪問看護を通して、家族関係を調整したり、本人の不安を和らげたり、他の福祉サービスの導入を円滑にしたりすることができ、回復をサポートできる。

## 予後
摂食障害が進行した場合に生じる、直接的な身体的疾病の例。
拒食の場合
- 栄養失調、体重減少、低血糖発作、敗血症:

過食の場合
- 体重増加（肥満）、逆流性食道炎、胃拡張（壊死、穿孔、胃破裂）、糖尿病、高脂血症、高血圧症、糖尿病性ケトアシドーシス、脂肪肝

## 社会的対策
2005年に拒食症で死去したモデルのアナ・カロリナ・レストンの事件を境に、“痩せ過ぎモデル”が与える社会影響などの議論が各国で加熱した。4か国代表会議に参加したスペイン・イタリアは「痩せ＝美しい」という誤った美の観念を与える危険性があると、一定のBMI値に満たないモデルのランウェイ出場を禁止。大手アパレルメーカーも政府のガイドラインに従う意向を表明した。フランスにおいても2017年より、極端に痩せているモデルたちの活動を禁止する法律が施行される。肥満度を示すボディマス指数が低すぎず、健康体であることを証明する医師の診断書を提出するよう義務付けられ、この法律に違反したモデルを起用する事務所の雇用主などは、最大7万5000ユーロの罰金および最大6か月の禁固刑を科せられる内容となっている。
2010年代以降は、レディー・ガガやテイラー・スウィフト、エド・シーランら世界的スターが摂食障害であった過去を告白し、6月5日を世界摂食障害アクションデイとして、患者のSOSが発しやすい社会へと働きかけるムーヴメントが活発となる。また2012年より、人種的マイノリティの女性らが先導した「自分を愛そう」という社会的運動参画者により、SNSにてハッシュタグ「#BodyPositive」「#BoPo」を用いて「ボディ・シェイミング（女性は痩身こそが美しいという価値観の押し付け、他者からのぽっちゃり・肥満体型を揶揄する発言）」に抗う潮流が発生し、ヴォーグ誌においては、世界19ヶ国で摂食障害を抱えたモデルを起用しないことを発表。日本、欧米でふくよかな体型のプラスサイズモデルが活躍し、アパレルメーカー各社にてサイズ展開が急拡大する。日本では2021年、東京五輪開会式演出において、豊満な体型の女性コメディアンをブタになぞらえ演じさせるプランニングを勘案した責任者が辞退に追い込まれる騒動までに至っている。また、2023年にはオンライン動画共有プラットフォームYouTubeにおいて拒食症などの摂食障害を称賛、もしくは美化するコンテンツへの規制強化を拡大すると発表し、欧米においては摂食障害予防・克服への積極的な啓発活動が進んでいる。
日本国内では患者本人の会、親の会など各地で自助グループが定期的に開かれている。

## 著名人
1983年、カレン・カーペンターは、拒食症(神経性食欲不振症)により32歳の若さでこの世を去った。